# مركز أبحاث المخاطر الإشعاعية والكيميائية والبيئية
مركز أبحاث المخاطر الإشعاعية والكيميائية والبيئية هو مركز أبحاث تابع للحكومة البريطانية وتديره هيئة الصحة العامة ويقع مقره في مدينة شيلتون بمقاطعة أوكسفوردشاير بإنجلترا. يختص مركز أبحاث المخاطر الإشعاعية والكيميائية والبيئية بمراقبة مستويات المواد الكيميائية السامة والإشعاع المتخلف في بيئة المملكة المتحدة البريطانية، وهو بمثابة امتداد للمجلس الوطني البريطاني السابق للحماية من الإشعاع إلى حد كبير.
يعتبر مركز أبحاث المخاطر الإشعاعية والكيميائية والبيئية جزءًا من هيئة الخدمات الاستشارية للحماية من الإشعاع. كانت هيئة الخدمات الاستشارية للحماية من الإشعاع هي أول هيئة استشارية للحماية من الإشعاع في المملكة المتحدة، والتي تأسست بموجب لوائح الإشعاعات المؤينة الصادرة عن اللجنة الدولية للحماية من الإشعاع.

## الدور
يراقب مركز أبحاث المخاطر الإشعاعية والكيميائية والبيئية الموجودة في بيئة المملكة المتحدة، ويشمل عملها حماية العمال المعرضون للإشعاع مثل أولئك العاملين في التصوير الشعاعي للأسنان ومحطات الطاقة النووية، وتحديد الحد الآمن المسموح به لتعرض العاملين في المملكة المتحدة للإشعاع. يقدم مركز أبحاث المخاطر الإشعاعية والكيميائية والبيئية أيضاً دورات تدريبية لمدة 3 أيام حوالي مرتين في الشهر على مستوى المملكة المتحدة للعمال المعرضين للإشعاع.
يصدر مركز أبحاث المخاطر الإشعاعية والكيميائية والبيئية كذلك تقاريراً دورية حول مستويات الإشعاع البيئية في إنجلترا، كما يعمل جنبا إلى جنب مع برنامج لجنة الأمم المتحدة العلمية المعنية بآثار الإشعاع الذري، والوكالة الدولية للطاقة الذرية، كما يعمل داخل المملكة المتحدة جنبا إلى جنب مع وكالة حماية البيئة الاسكتلندية، ووكالة البيئة البريطانية.

## لمحة تاريخية
أنشئ قسم الحماية من الإشعاع بوكالة حماية الصحة البريطانية في 1 أبريل عام 2005 على أعقاب قانون وكالة حماية الصحة الصادر في عام 2004، والذي قضى بأن يحل قسم الحماية من الإشعاع محل المجلس الوطني البريطاني للحماية من الإشعاع محل مباشرة. تحول قسم الحماية من الإشعاع بعد ذلك ليصبح مركز أبحاث المخاطر الإشعاعية والكيميائية والبيئية بسبب قانون الرعاية الصحية والاجتماعية الصادر في المملكة المتحدة في عام 2012 والذي قضى بتشكيل هيئة الصحة العامة البريطانية ومقرها في إنجلترا.